# Dalian Atkinson
Dalian Robert Atkinson (* 21. März 1968 in Shrewsbury; † 15. August 2016 in Telford) war ein englischer Fußballspieler der britischen Premier League.

## Leben
Dalian Atkinsons erster Profiverein war Ipswich Town, wo er von 1985 bis 1989 spielte und für eine Ablösesumme von 450.000 GBP zu Sheffield Wednesday wechselte. Nach einem Jahr folgte für eine Ablösesumme von 1,7 Mio. GBP der Wechsel nach Spanien zu Real Sociedad San Sebastián. Dort blieb er ebenfalls nur ein Jahr und ging 1991 für 1,6 Mio. GBP zurück nach England zu Aston Villa. In der neu gegründeten Premier League erzielte er das erste Tor für den Club aus Birmingham und schoss im Spiel gegen den FC Wimbledon das Tor des Jahres.
Nach vier Jahren in Birmingham zog es ihn weiter zu Fenerbahçe Istanbul, wo er nicht Fuß fassen konnte. Es folgten kurzfristige Ausleihen und Stationen bei Klubs in Saudi-Arabien und Südkorea.
Der schwarze Ex-Fußballstar, der akut an einer manisch-depressiven psychischen Erkrankung litt, starb im August 2016 in Shropshire noch im Krankenwagentransport zur Klinik nach mehrmaligen Taser-Schüssen sowie Tritten gegen seinen Kopf durch Polizeibeamte, darunter einer Frau, die nicht eingriff, sondern selber zuschlug. Beide müssen sich seit Mai 2021 in einem großen Schwurgerichtsprozess mit einer 12-köpfigen Jury am Birmingham Crown Court verantworten, beide leugnen eigenes Verschulden oder Versagen. Der Gerichtsmediziner sagte vor Gericht aus, dass Atkinson nicht hätte sterben müssen, wenn der Beamte, PC Benjamin Monk, nicht dreimal getasert und zusätzlich zugetreten hätte, als Atkinson schon hilflos am Boden lag. Der Guardian-Berichterstatter nannte die Polizeigewalt "Mord auf offener Straße". Mehrere Nachbarn waren Augenzeugen des Geschehens.